# Benedetto Bordone

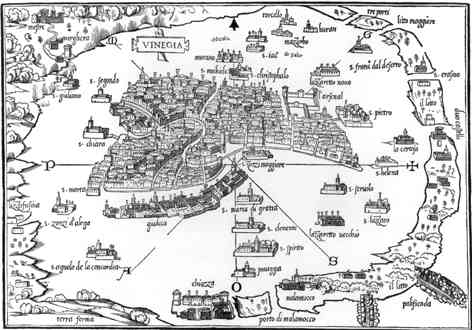
Carta de Venècia de Bordone

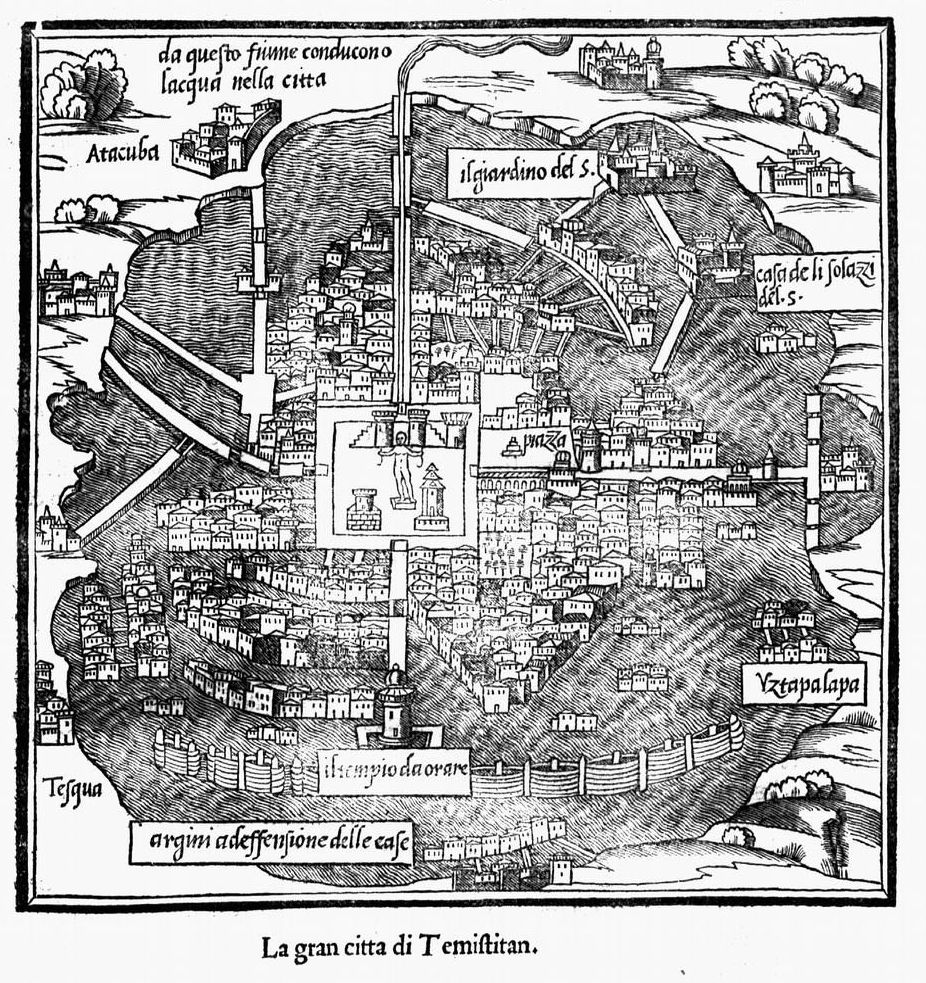
"Mapa de Temistitan" (Tenochtitlan)

Benedetto Bordone (1460–1531) va ser un editor de manuscrits , miniaturista i cartògraf venecià. Va néixer a Pàdua, llavors part de la República de Venècia.
La seva obra més famosa és l' Isolario (El llibre de les illes, "on parlem de totes les illes del món, amb els seus noms antics i moderns, històries, contes i manera de viure..."), en la qual descriu totes les illes del món. illes del món conegut, detallant el seu folklore, mites, cultures, climes, situacions i història. Imprès a Venècia l' any 1528, l'obra és un exemple d'un gènere cartogràfic popular a Itàlia durant els segles XV i XVI. Està pensat com una guia il·lustrada per als mariners i intenta incloure tots els nous descobriments transatlàntics.
Isolario conté una representació ovalada del món, un tipus de mapa inventat per Bordone i formalitzat en la projecció el·líptica de Mollweide d'àrea igual tres segles més tard. El mapa de Bordone mostra un Mondo Novo molt distorsionat (Nou Món), mostrant només les regions del nord d'Amèrica del Sud. Amèrica del Nord, representada com una gran illa, és anomenada Terra del Laboratore ("Terra del treballador"), gairebé segurament una referència al tràfic d'esclaus a la zona en aquells temps i d'on prové el nom de Labrador.
El llibre també conté un registre de la conquesta del Perú per part de Francisco Pizarro, el primer relat imprès conegut d'aquest esdeveniment. En aquest treball són d'especial interès nombrosos mapes xilografies, dotze dels quals estan relacionats amb Amèrica. Un mapa mostra un pla de "Temistitan" (Tenochtitlan, actual Ciutat de Mèxic) abans de la seva destrucció per Cortez. També és interessant un mapa de Ciampagu, el primer mapa imprès europeu conegut del Japó com a illa.
A Bordone se li atribueix el fet de ser el pare de Julius Caesar Scaliger, un erudit clàssic, molt possible perqué Julius era nascut a Riva del Garda i, per tant, seria avi de Joseph Justus Scaliger, fundador de la ciència de la cronologia històrica, Joseph, ja nasqué a Agen, on residia el seu pare com metge personal del vescomte d'Agen. Els mapes originals del seu islari conegut com "Isolario de Bordone" són apreciats pel seu gran valor històric.